# Ильинское (Октябрьский сельский округ)
В том числе ещё одна деревня Ильинское есть в том же сельском поселении, но в Ломовском сельском округе на берегу Волги.
Ильинское — деревня Октябрьского сельского округа в Октябрьском сельском поселении Рыбинского района Ярославской области.
Деревня расположена на правом берегу реки Сонохта, к северу от дороги Р151 Ярославль—Рыбинск при впадении в Сонохту безымянного правого притока. На противоположном берегу Сонохты  находится деревня Андреевское, и, выше по течению, но с южной стороны дороги — центр сельского поселения посёлок Октябрьский .
Село Ильинское указано на плане Генерального межевания Борисоглебского уезда 1792 года. Протекающий к северу от села правый приток Сонохты там же назван речка Меленка. По сведениям 1859 года село относилось к Романово-Борисоглебскому уезду .
На 1 января 2007 года в деревне числилось 2 постоянных жителя. Почтовое отделение, расположенное в посёлке Октябрьский, обслуживает в деревне Ильинское 12 домов .